# Sobakińce (gmina)
Sobakińce – dawna gmina wiejska istniejąca do 1939 roku w województwie nowogródzkim w Polsce (obecnie na Białorusi). Siedzibą gminy było miasteczko Sobakińce (276 mieszk. w 1921 roku).
Na początku okresu międzywojennego gmina Sobakińce należała do powiatu lidzkiego w woj. nowogródzkim. 11 kwietnia 1929 z gminy Sobakińce odłączono część obszaru, który następnie przyłączono do gminy Zabłoć. 29 maja 1929 roku gmina weszła w skład nowo utworzonego powiatu szczuczyńskiego w tymże województwie.
Po wojnie obszar gminy Sobakińce został odłączony od Polski i włączony w struktury administracyjne Białoruskiej SRR.